# Tor Åge Bringsværd

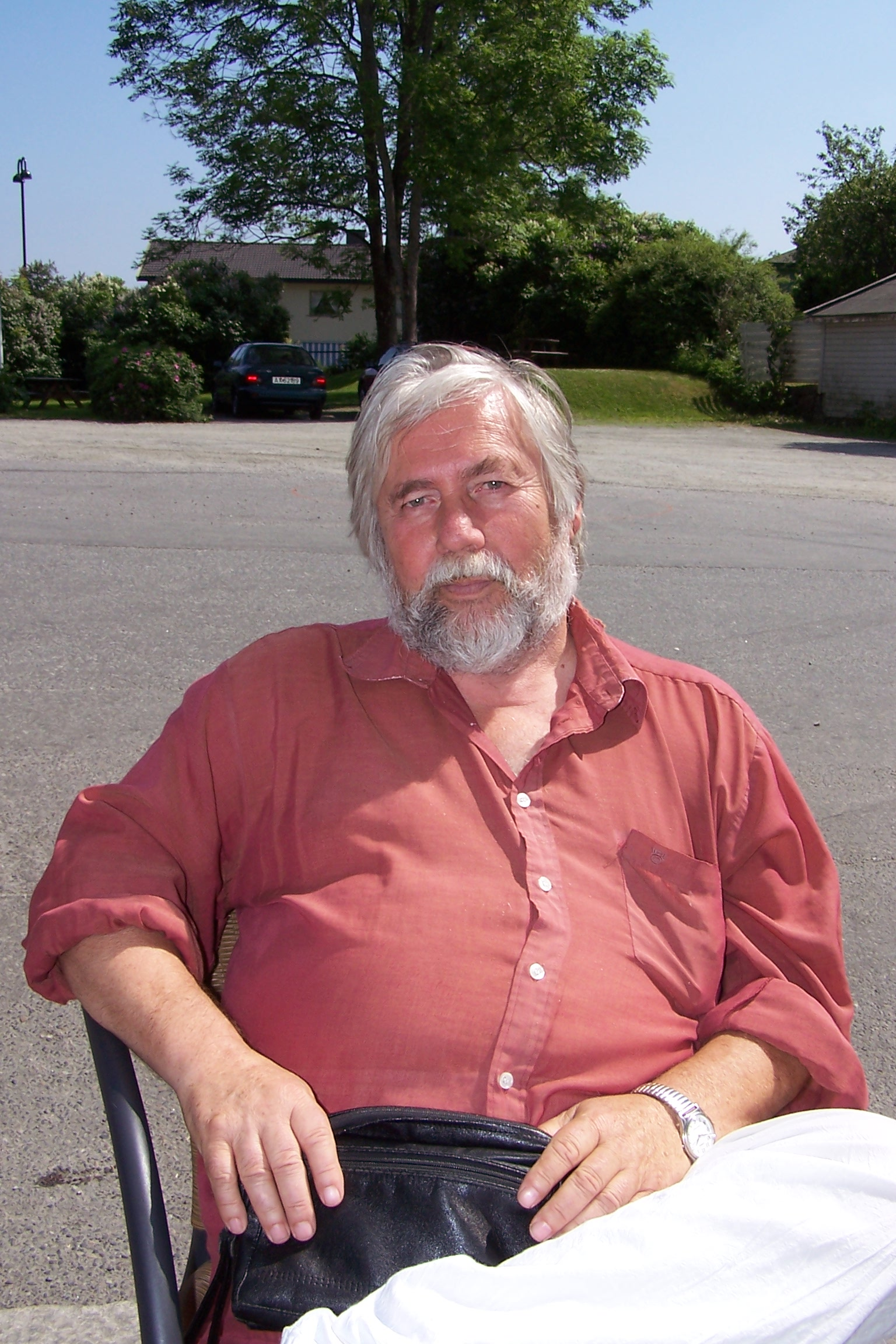
Tor Åge Bringsværd, 2006

Tor Åge Bringsværd (* 16. November 1939 in Skien; † 4. August 2025) war ein norwegischer Schriftsteller.

## Leben und Karriere
Bringsværd studierte Religionswissenschaft und Ethnologie und arbeitete danach für Verlage und Rundfunkanstalten. Er begann Ende der 1960er Jahre zusammen mit Jon Bing die ersten norwegischen Science-Fiction-Kurzgeschichten und -Hörspiele zu schreiben. Anschließend veröffentlichte er zahlreiche Romane, Kurzgeschichten, Kinderbücher und Essays, insgesamt mehr als 50 Titel. In Norwegen war er vorwiegend für seine Kinderbücher über die Figuren Karsten und Petra bekannt.
Bringsværds Hauptthemen waren historische Romane und mythologische Nach- bzw. Neudichtungen mit einer deutlichen Zeitkritik. Außerdem trat er auch als Dramatiker hervor.
Zu seinen bedeutendsten Werken zählt die fünfbändige Romanserie Gobi, deren erster Band 1985 mit dem Kritikerprisen (Norwegen) ausgezeichnet wurde.
Er wohnte mit seiner Ehefrau Else Færden, ebenfalls eine Schriftstellerin, in Hølen in der Gemeinde Vestby.
Bringsværd starb am 4. August 2025 im Alter von 85 Jahren nach langer Krankheit.

## Auszeichnungen
Bringsværd wurde mehrfach ausgezeichnet. 2024 wurde er Kommandeur des Sankt-Olav-Ordens. 
Für das Hörspiel Den himmelske stresskoffert hatte er 1989 den Nordischen Hörspielpreis erhalten. Den Brages Ehrenpreis erhielt er im Jahr 2009, ein Jahr später folgte der Ehrenpreis des Norwegischen Kunstrats.

## Werke (Auswahl)
- Syvsoverskens dystre Frokost (1976)
  - Deutsch: Das Frühstück der Langschläferin. Ein Unterhaltungsroman auf Leben und Tod! Übersetzt von Lothar Schneider. Insel , Frankfurt am Main / Leipzig 1992. ISBN 3-458-16240-2.
- Pinocchio-papirene (1978)
  - Deutsch: Die Pinocchio-Papiere. Übersetzt von Roman Steinlin. Dreamis, Zürich 2004, ISBN 978-3-905473-02-5.
- Minotauros (1980)
  - Deutsch: Minotaurus. Übersetzt von Lothar Schneider. Suhrkamp (Phantastische Bibliothek, Bd. 237), Frankfurt am Main 1989, ISBN 978-3-518-38151-9.
- Ker Shus (1983)
  - Deutsch: Die Stadt der Metallvögel. Übersetzt von Lothar Schneider. Suhrkamp (Phantastische Bibliothek, Bd. 208), Frankfurt am Main 1988, ISBN 978-3-518-38010-9.
- Gobi. Barndommens måne (1985)
  - Deutsch: Mond der Kindheit. Übersetzt von Lothar Schneider. List, München / Leipzig 1993, ISBN 978-3-471-77173-0.
- Gobi. Djengis Khan (1987)
  - Deutsch: Dschingis Khan. Übersetzt von Lothar Schneider. List, München / Leipzig 1994. ISBN 3-471-77172-7.
- Gobi. Djevelens skinn og ben (1989)
- Gobi. Min prins (1994)
- Den enøyde (1996)
  - Deutsch: Die wilden Götter. Sagenhaftes aus dem hohen Norden. (Nacherzählung der Edda). Übersetzt von Tanaquil und Hans Magnus Enzensberger. Eichborn (Die andere Bibliothek, Bd. 200), Frankfurt am Main 2001, ISBN 3-8218-4504-X, (mit Zeichnungen und Buchschmuck von Johannes Grützke).
- Gobi. Baghdad (1997)
- Pudder? Pudder! (2001)
  - Deutsch: PUDER oder: Sleeping Beauty in the Valley of the Wild, Wild Pigs. Übersetzt von Volker Oppmann. Onkel & Onkel, Berlin 2008, ISBN 978-3-940029-15-7, (zugleich als E-Book erschienen).
- Kvinnen som var et helt bord alene (2009)
  - Deutsch: Die Frau, die allein ein ganzer Tisch war. Übersetzt von Volker Oppmann. Onkel & Onkel, Berlin 2010. ISBN 978-3-940029-70-6.

## Kritik
„So altvertraut dieser Handlungsrahmen erfahrenen SF-Lesern auch vorkommen mag, liegt er doch weniger deutlich an der Oberfläche des Erzählten, als es ... den Anschein erweckt. Bringsværds lyrische Sprache, die in der Science Fiction nicht ihresgleichen hat, seine Gratwanderung zwischen freier Assoziation und höchster Reflexion, tun ein Übriges und führen stets, wenn auch oft erst im Rückblick, zum roten Faden der Handlung zurück, der sich als typisch für den eines Entwicklungsromans entpuppt ... Bringsværds Roman ... ist von einer Raffinesse, die das Buch zu einer Empfehlung für jeden macht, der die Aufgabe der Science Fiction auch darin sieht, psychischen Vorgängen im Menschen symbolisch Ausdruck zu verleihen.“